# Les Échos
Les Échos é o primeiro jornal diário financeiro francês, sendo editado em Paris.

## História e perfil
O jornal começou como uma publicação mensal sob o nome de Les Echos de l'Exportation pelos irmãos Robert e Émile Servan-Schreiber, em 1880. Tornou-se um jornal diário em 1908 e foi rebatizado como Les Echos. O jornal foi comprado pelo grupo de mídia britânica Pearson PLC em 1988, e foi vendido para o conglomerado francês de bens de luxo LVMH em novembro de 2007. O editor do papel é Groupe Les Echos.
Les Echos tem uma postura liberal e é publicado em dias de semana. Ele está sediado em Paris e tem um site que foi lançado em 1996. O jornal publica análises econômicas por economistas de renome, incluindo Joseph Stiglitz e Kenneth Rogoff.
Em 2004, o jornal ganhou o prêmio EPICA.
Em 2009 a circulação do Les Echos era 127.000 cópias. De julho de 2011 a julho de 2012, o jornal teve uma circulação de 120.546 exemplares.